# 图热
图热（法語：Touget，法語發音：[tuʒɛ]）是法国热尔省的一个市镇，属于欧什区。

## 地理
图热（43°41'25"N, 0°54'55"E）面积17.72 平方千米，位于法国奧克西塔尼大區热尔省，该省份为法国西南部内陆省份，北起顺时针与洛特-加龙省、塔恩-加龙省、上加龙省、上比利牛斯省、大西洋比利牛斯省和朗德省接壤。
与图热接壤的市镇（或旧市镇、城区）包括：埃斯科讷伯夫、莫沃赞、圣热尔米耶、圣玛丽、圣奥朗、锡拉克。
图热的时区为UTC+01:00、UTC+02:00（夏令时）。

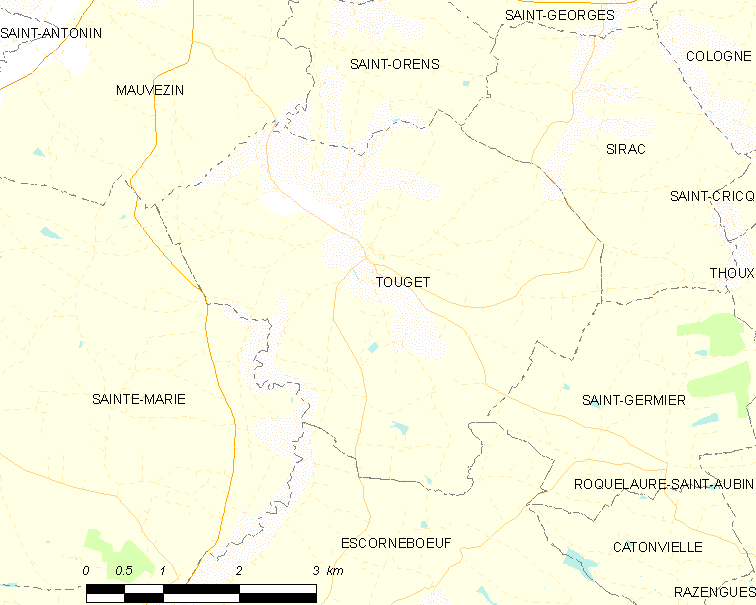
图热的OSM定位图

## 行政
图热的邮政编码为32430，INSEE市镇编码为32448。

## 政治
图热所属的省级选区为日莫讷-阿拉茨县。

## 人口

1962-2008年间图热人口变化图示

图热于2022年1月1日时的人口数量为501人。